# Lista țărilor în funcție de punctul extrem de latitudine sudică
Lista țărilor în funcție de punctul extrem de latitudine sudică este o listă a țărilor și teritoriilor lumii în funcție de punctul extrem de latitudine sudică. Lista include state suverane și teritorii dependente bazate pe standardul ISO 3166-1 al Organizației Internaționale de Standardizare. Teritoriile neautonome sunt marcate cu caractere italice. Sortarea este în ordine descrescătoare a valorilor latitudinii.
În cazul în care o țară include o zonă continentală și una sau mai multe insule, este menționat atât punctul extrem al teritoriului național cât și punctul extrem al zonei continentale, excluzând zonele insulare. În cazul zonelor aflate în dispute teritoriale între două sau mai multe state, este considerat statul care administrează de facto zona în cauză.
| Țară/Teritoriu                                            | Punct extrem | Latitudine              |
|                                                           | |                         |
| --------------------------------------------------------- | --- | ----------------------- |
| Antarctica                                                | Polul Sud | 90°00′S                 |
| Cercul Antarctic                                          | Cercul Antarctic | 66°33′39"S              |
| Georgia de Sud și Insulele Sandwich de Sud (Regatul Unit) | Southern Thule | 59°42′S                 |
| Chile                                                     | Islote Águila, Insulele Diego Ramírez Capul Froward, Regiunea Magallanes                                                  | 56°32′S 53°53′S         |
| Argentina                                                 | Isla Grande de Tierra del Fuego Monte Dinero, Patagonia                                                                   | 55°04′S 52°24′S         |
| Australia                                                 | Bishop and Clerk Islets, Tasmania South Point, Victoria                                                                   | 55°03′S 39°08′S         |
| Bouvet Island (Norvegia)                                  | Insula Lars (Larsøya) | 54°27′S                 |
| Insulele Falkland (Regatul Unit)                          | Insula Beauchene | 52°53′S                 |
| Noua Zeelandă                                             | Insula Jacquemart Slope Point (South Island)                                                                              | 52°37′S 46°40′S         |
| Teritoriile australe și antarctice franceze (Franța)      | Îles de Boynes, Arhipelagul Kerguelen                                                                                     | 50°01′S                 |
| Africa de Sud                                             | Insula Marion, Prince Edward Islands Cape Agulhas, Provincia Western Cape                                                 | 46°59′S 34°50′S         |
| Uruguay                                                   | Isla de Lobos Punta del Este, Departamentul Maldonado                                                                     | 35°02′S 34°58′S         |
| Brazilia                                                  | Granița cu Uruguay, Rio Grande do Sul                                                                                     | 33°45′S                 |
| Lesotho                                                   | Sudul Districtului Quthing, granița cu Africa de Sud                                                                      | 30°40′S                 |
| Namibia                                                   | Sudul Regiunii Karas, granița cu Africa de Sud                                                                            | 28°58′S                 |
| Polinezia Franceză (Franța)                               | Îlot sud, Marotiri, Insulele Australe                                                                                     | 27°55′S                 |
| Paraguay                                                  | Insula Yacyretá | 27°43′S                 |
| Eswatini                                                  | Granița cu Africa de Sud, lângă Lavumisa                                                                                  | 27°19′S                 |
| Botswana                                                  | Bokspits, Districtul Kgalagadi                                                                                            | 26°54′S                 |
| Mozambic                                                  | Granița cu Africa de Sud, lângă Zitundo                                                                                   | 26°52′S                 |
| Madagascar                                                | Capul Vohimena | 25°37′S                 |
| Tropicul Capricornului                                    | Tropicul Capricornului | 23°26′21″S              |
| Bolivia                                                   | Granița cu Chile, Provincia Sur Lípez, Departamentul Potosí                                                               | 22°54′S                 |
| Zimbabwe                                                  | Frontiera triplă cu Mozambic și Africa de Sud                                                                             | 22°25′S                 |
| Franța                                                    | Saint-Joseph, Réunion | 22°23′S                 |
| Tonga                                                     | Insula ʻAta | 22°21′S                 |
| Fiji                                                      | Atolul Ceva-I-Ra | 21°44′S                 |
| Mauritius                                                 | În apropiere de Souillac                                                                                                  | 20°32′S                 |
| Vanuatu                                                   | Anatom, Provincia Tafea                                                                                                   | 20°15′S                 |
| Peru                                                      | Granița cu Chile, Provincia Tacna                                                                                         | 18°21′S                 |
| Zambia                                                    | Granița cu Zimbabwe, Districtul Kalomo                                                                                    | 18°05′S                 |
| Angola                                                    | Granița cu Namibia, lângă Dirico, Provincia Cuando Cubango                                                                | 18°02′S                 |
| Malawi                                                    | Districtul Nsanje | 17°07′S                 |
| Samoa Americană (Statele Unite)                           | Atolul Rose | 14°34′S                 |
| Samoa                                                     | Insula Nu'ulua | 14°04′S                 |
| Republica Democratică Congo                               | Provincia Haut-Katanga | 13°27′S                 |
| Comore                                                    | Île Canzouni, Mohéli | 12°25′S                 |
| Insulele Solomon                                          | East Rennell, Insula Rennell                                                                                              | 11°47′S                 |
| Papua Noua Guinee                                         | Insula Vanatinai Districtul Samarai-Murua, lângă Insula Suau                                                              | 11°46′S 10°42′S         |
| Tanzania                                                  | Granița cu Mozambic, la sud de Ligunga, Districtul Namtumbo, Regiunea Ruvuma                                              | 11°45′S                 |
| Kiribati                                                  | Insula Flint, Insulele Line                                                                                               | 11°26′S                 |
| Indonezia                                                 | Insula Pamana | 11°00′S                 |
| Tuvalu                                                    | Insula Niulakita | 10°48′S                 |
| Seychelles                                                | Insula Goëlettes, Atolul Farquhar, Insulele externe                                                                       | 10°13′S                 |
| Timorul de Est                                            | Granița cu Indonezia, lângă Bisae Súnan, Regiunea Oecusse                                                                 | 09°30′S                 |
| Tokelau (Noua Zeelandă)                                   | Fenua Loa, Fakaofo | 09°21′S                 |
| Teritoriul Britanic din Oceanul Indian (Regatul Unit)     | Insula Diego Garcia | 07°26′S                 |
| Republica Congo                                           | Granița cu Angola, Departmentul Pointe-Noire                                                                              | 05°02′S                 |
| Ecuador                                                   | Granița cu Peru, Cantonul Chinchipe                                                                                       | 05°00′S                 |
| Kenya                                                     | Granița cu Tanzania, lângă Lunga Lunga, Kwale County                                                                      | 04°43′S                 |
| Burundi                                                   | Granița cu Tanzania, Colline Chibumba, lângă Mugina                                                                       | 04°28′S                 |
| Columbia                                                  | Quebrada de San Antonio, lângă Leticia, Departamentul Amazonas                                                            | 04°14′S                 |
| Gabon                                                     | Granița cu Republica Congo, Departamentul Haute-Banio                                                                     | 03°59′S                 |
| Rwanda                                                    | Granița cu Burundi, Districtul Nyaruguru, sud-vest de Butare, Provincia de Sud                                            | 02°51′S                 |
| Somalia                                                   | Granița cu Kenya, Chiamboni, Districtul Badhadhe                                                                          | 01°40′S                 |
| Uganda                                                    | Granița cu Rwanda, Districtul Kabale                                                                                      | 01°29′S                 |
| Guineea Ecuatorială                                       | Adams Islet, Provincia Annobón                                                                                            | 01°28′S                 |
| Maldive                                                   | Insula Gan, Atolul Addu                                                                                                   | 00°42′S                 |
| Nauru                                                     | Aeroportul Internațional Nauru, Districtul Yaren                                                                          | 00°33′S                 |
| São Tomé și Príncipe                                      | Ilhéu das Rolas | 00°01′S                 |
| Ecuator                                                   | Ecuator | 00°00′00″               |
| Venezuela                                                 | Granița cu Brazilia, Municipalitatea Río Negro, Amazonas                                                                  | 00°40′N                 |
| Malaysia                                                  | Granița cu Indonezia sud-est de Tebedu, Sarawak                                                                           | 00°51′N                 |
| Statele Federate ale Microneziei                          | Atolul Kapingamarangi | 01°01′N                 |
| Singapore                                                 | Pulau Satumu | 01°09′N                 |
| Guyana                                                    | Granița cu Brazilia, lângă Wai-Wai, Regiunea Upper Takutu-Upper Essequibo                                                 | 01°11′N                 |
| Camerun                                                   | Granița cu Republica Congo, Departmentul Boumba-et-Ngoko, Regiunea de Est                                                 | 01°39′N                 |
| Suriname                                                  | Granița cu Brazilia, Coeroeni                                                                                             | 01°50′N                 |
| Guiana Franceză (Franța)                                  | Granița cu Brazilia, Maripasoula, Arondismentul Saint-Laurent-du-Maroni                                                   | 02°06′N                 |
| Republica Centrafricană                                   | Frontiera triplă cu Republica Congo și Camerun, Sangha-Mbaéré                                                             | 02°13′N                 |
| Palau                                                     | Transit Reef, Hatohobei                                                                                                   | 02°47′N                 |
| Etiopia                                                   | Granița cu Kenya, la est de Moyale, Statul Oromia                                                                         | 03°24′N                 |
| Sudanul de Sud                                            | Granița cu Uganda, la sud de Nimule                                                                                       | 03°29′N                 |
| Brunei                                                    | Granița cu Malaysia, Mukim Melilas, Districtul Belait                                                                     | 04°00′N                 |
| Nigeria                                                   | Cape Formoso, Brass, Statul Bayelsa                                                                                       | 04°17′N                 |
| Liberia                                                   | Capul Palmas | 04°21′N                 |
| Coasta de Fildeș                                          | Granița cu Liberia, Districtul Bas-Sassandra                                                                              | 04°22′N                 |
| Insulele Marshall                                         | Atolul Ebon | 04°34′N                 |
| Filipine                                                  | Insula Saluag, Sibutu, Provincia Tawi-Tawi, Mindanao                                                                      | 04°35′N                 |
| Ghana                                                     | Cape Three Points, Regiunea de Vest                                                                                       | 04°44′N                 |
| Costa Rica                                                | Insula Cocos Granița cu Panama, lângă Punta Burica                                                                        | 05°31′N 08°04′N         |
| Thailanda                                                 | Granița cu Malaysia, Yarom, Districtul Betong, Provincia Yala                                                             | 05°37′N                 |
| Statele Unite                                             | Atolul Palmyra (teritorii încorporate) Ka Lae, Hawaii (50 de state) Cape Sable, Florida (zona continentală)               | 05°53′N 18°54′N 25°07′N |
| Sri Lanka                                                 | Dondra Head, Provincia de Sud                                                                                             | 05°55′N                 |
| Togo                                                      | Lomé | 06°07′N                 |
| Benin                                                     | Grand-Popo, Departamentul Mono                                                                                            | 06°14′N                 |
| India                                                     | Indira Point, Insulele Andaman și Nicobar Kanyakumari, Tamil Nadu                                                         | 06°44′N 08°06′N         |
| Sierra Leone                                              | Granița cu Liberia, sud-est de Sulima, Provincia Southern                                                                 | 06°56′N                 |
| Panama                                                    | Punta Mariato, Provincia Veraguas                                                                                         | 07°11′N                 |
| Guineea                                                   | Granița cu Liberia, Râul Mani, lângă Bignamou, Prefectura Yomou, Regiunea Nzérékoré                                       | 07°12′N                 |
| Ciad                                                      | Granița cu Republica Centrafricană, lângă Deng, Regiunea Logone Oriental                                                  | 07°27′N                 |
| Vietnam                                                   | Đảo An Bang, Insulele Spratly (teritoriu disputat) Insula Hon Sao Cape Cà Mau, Provincia Cà Mau                           | 07°51′N 08°25′N 08°35′N |
| Sudan                                                     | Sudul Kafia Kingi granița cu Sudanul de Sud, la sud de Kurmuk, Statul Nilul Albastru                                      | 08°41′N 09°30′N         |
| China                                                     | Reciful Cuarteron (teritoriu disputat) Sudul Provinciei Hainan Hai'an, Provincia Guangdong                                | 08°51′N 18°10′N 20°14′N |
| Burkina Faso                                              | Granița cu Coasta de Fildeș, Kpuere, Provincia Noumbiel, Regiunea Sud-Ouest                                               | 09°24′N                 |
| Myanmar                                                   | Insula Christie, Archipelagul Mergui Kawthaung, Regiunea Tanintharyi                                                      | 09°36′N 09°59′N         |
| Cambodgia                                                 | Insula Koh Wai, Provincia Kampot Granița cu Vietnam, Provincia Kampot                                                     | 09°55′N 10°24′N         |
| Trinidad și Tobago                                        | Icacos, Regiunea Siparia, Insula Trinidad                                                                                 | 10°03′N                 |
| Mali                                                      | Granița cu Coasta de Fildeș, sud-est de Manankoro, Regiunea Sikasso                                                       | 10°09′N                 |
| Taiwan                                                    | Insula Taiping, Insulele Spratly (teritoriu disputat) Pratas Island (teritoriu disputat) Cape Eluanbi, Peninsula Hengchun | 10°23′N 20°41′N 21°53′N |
| Nicaragua                                                 | Trinidad, Departamentul Río San Juan                                                                                      | 10°43′N                 |
| Guineea-Bissau                                            | Parque Nacional Marinho João Vieira e Poilão, Regiunea Bolama Cacine, Regiunea Tombali                                    | 10°52′N 10°55′N         |
| Djibouti                                                  | Granița cu Etiopia sud-vest de As Eyla, Regiunea Dikhil                                                                   | 10°56′N                 |
| Niger                                                     | Frontiera triplă cu Benin și Nigeria                                                                                      | 11°42′N                 |
| Curaçao                                                   | Klein Curaçao | 11°59′N                 |
| Grenada                                                   | Insula Glover, Saint George Parish                                                                                        | 11°59′N                 |
| Țările de Jos                                             | Farul Willemstoren, Insula Bonaire Frontiera triplă cu Belgia și Germania                                                 | 12°01′N 50°76′N         |
| Yemen                                                     | Insula Darsah, Arhipelagul Socotra Sudul Al Bahiya, Districtul Al Madaribah Wa Al Arah, Guvernoratul Lahij                | 12°06′N 12°36′N         |
| Senegal                                                   | Granița cu Guineea, la sud de Dindefelo, Regiunea Kédougou                                                                | 12°18′N                 |
| Eritreea                                                  | Granița cu Djibouti, Subregiunea Southern Denkalya, Regiunea Debubawi Keyih Bahri                                         | 12°22′N                 |
| Sfântul Vicențiu și Grenadinele                           | Insula Petit Saint Vincent                                                                                                | 12°32′N                 |
| Honduras                                                  | Granița cu Nicaragua, Departamentul Choluteca                                                                             | 12°59′N                 |
| Gambia                                                    | Granița cu Senegal, lângă Kartung, Districtul Kombo South, Diviziunea Western                                             | 13°02′N                 |
| Barbados                                                  | Farul South Point, Silver Sands, Christ Church                                                                            | 13°03′N                 |
| El Salvador                                               | El Jaguey, Departamentul La Unión                                                                                         | 13°09′N                 |
| Sfânta Lucia                                              | Moule a Chique, lângă Vieux Fort                                                                                          | 13°42′N                 |
| Guatemala                                                 | Granița cu El Salvador, lângă Garita Chapina, Departmentul Jutiapa                                                        | 13°44′N                 |
| Laos                                                      | Granița cu Cambodgia, lângă Veun Kham, Districtul Khong, Provincia Champasak                                              | 13°55′N                 |
| Mexic                                                     | Granița cu Guatemala, gura de vărsare a râului Suchiate, Chiapas                                                          | 14°32′N                 |
| Mauritania                                                | Granița cu Senegal, la confluența râului Karakoro cu fluviul Senegal, Regiunea Guidimaka                                  | 14°43′N                 |
| Capul Verde                                               | Sud-est de Tantum, Insula Brava                                                                                           | 14°48′N                 |
| Dominica                                                  | Sud-est de Scotts Head | 15°12′N                 |
| Belize                                                    | Granița cu Guatemala | 15°53′N                 |
| Arabia Saudită                                            | Granița cu Yemen, la sud de Muwassam, Provincia Jizan                                                                     | 16°23′N                 |
| Oman                                                      | Granița cu Yemen, Governoratul Dhofar                                                                                     | 16°39′N                 |
| Montserrat (Regatul Unit)                                 | Old Fort Point, Soufrière Hills                                                                                           | 16°40′N                 |
| Antigua și Barbuda                                        | Insula Redonda | 16°56′N                 |
| Saint Kitts și Nevis                                      | Devil's Cave, Saint John Figtree Parish, Insula Nevis                                                                     | 17°06′N                 |
| Republica Dominicană                                      | Insula Alto Velo, Parcul Național Jaragua La sud de Oviedo, Provincia Pedernales                                          | 17°28′N 17°36′N         |
| Jamaica                                                   | Portland Point | 17°42′N                 |
| Haiti                                                     | La sud de Torbeck, Arondismentul Les Cayes                                                                                | 18°01′N                 |
| Algeria                                                   | Granița cu Mali, lângă Tin Zaouatine                                                                                      | 18°58′N                 |
| Libia                                                     | Frontiera triplă cu Ciad și Sudan                                                                                         | 19°30′N                 |
| Cuba                                                      | Cape Cruz, Parcul Național Desembarco del Granma, Provincia Granma                                                        | 19°50′N                 |
| Japonia                                                   | Atolul Okinotori-shima Insula Ishigaki (cea mai sudică zonă locuită) Capul Sata, Peninsula Ōsumi, Kyushu                  | 20°25′N 24°44′N 30°59′N |
| Bangladesh                                                | Chera Dwip, Insula Saint Martin granița cu Myanmar, lângă Dakhinpara, Teknaf Upazila, Districtul Chittagong               | 20°35′N 20°45′N         |
| Sahara Occidentală                                        | Cape Blanc (Ras Nouadibhou), granița cu Mauritania                                                                        | 20°47′N                 |
| Maroc                                                     | Zidul marocan dinspre Sahara Occidentală (teritoriu disputat) Granița cu Sahara Occidentală                               | 21°20′N 27°40′N         |
| Bahamas                                                   | La sud-est de Matthew Town, Insula Great Inagua                                                                           | 20°55′N                 |
| Egipt                                                     | Jebel Bartazuga, Bir Tawil (teritoriu disputat) Granița cu Sudan (paralela 22°N)                                          | 21°44′N 22°00′N         |
| Hong Kong (China)                                         | Tau Lo Chau, Insula Soko, New Territories                                                                                 | 22°9′14″N               |
| Emiratele Arabe Unite                                     | Umm Al Zumul, Rub al-Khali                                                                                                | 22°38′N                 |
| Tropicul Racului                                          | Tropicul Racului | 23°26′21″N              |
| Pakistan                                                  | Keti Bunder South Wildlife Sanctuary, Provincia Sindh                                                                     | 23°42′N                 |
| Qatar                                                     | Granița cu Arabia Saudită, lângă șoseaua Qatar-UAE                                                                        | 24°28′N                 |
| Iran                                                      | Pasabandar, Provincia Sistan-Baluchestan                                                                                  | 25°04′N                 |
| Bahrain                                                   | Arhipelagul Hawar | 25°34′N                 |
| Nepal                                                     | Granița cu India, lângă Biratnagar, Provincia Koshi                                                                       | 26°22′N                 |
| Bhutan                                                    | Granița cu India | 26°43′N                 |
| Spania                                                    | El Hierro, Santa Cruz de Tenerife, Insulele Canare Punta de Tarifa, Tarifa, Provincia Cádiz, Andaluzia                    | 27°38′N 36°00′N         |
| Kuweit                                                    | Granița cu Arabia Saudită                                                                                                 | 28°32′N                 |
| Irak                                                      | Granița cu Arabia Saudită                                                                                                 | 29°04′N                 |
| Iordania                                                  | Calea ferată Amman-Tabuk, la granița cu Arabia Saudită                                                                    | 29°11′N                 |
| Afganistan                                                | Granița cu Pakistan | 29°23′N                 |
| Israel                                                    | Lângă Eilat, Districtul de Sud                                                                                            | 29°30′N                 |
| Portugalia                                                | Ilhéu de Fora, Madeira Cabo de Santa Maria, Faro, Algarve                                                                 | 30°03′N 36°57′N         |
| Tunisia                                                   | Frontiera triplă cu Algeria și Libia                                                                                      | 30°15′N                 |
| Siria                                                     | Granița cu Iordania | 32°19′N                 |
| Liban                                                     | Granița cu Israel | 33°03′N                 |
| Coreea de Sud                                             | Marado, Seogwipo, Insula Jeju Ttangkkeut, Haenam, Provincia Jeolla de Sud                                                 | 33°06′N 34°17′N         |
| Cipru                                                     | Capul Gata, Peninsula Akrotiri                                                                                            | 34°33′N                 |
| Grecia                                                    | Insula Gavdos Capul Matapan (Tenaro), Peninsula Mani, Laconia, Peloponez                                                  | 34°49′N 36°23′N         |
| Turkmenistan                                              | Granița cu Afganistan | 35°09′N                 |
| Italia                                                    | Insula Lampedusa Capo Spartivento, Brancaleone, Provincia Reggio Calabria, Calabria                                       | 35°30′N 37°56′N         |
| Malta                                                     | Delimara Point, Marsaxlokk                                                                                                | 35°47′N                 |
| Turcia                                                    | Granița cu Siria, Provincia Hatay                                                                                         | 35°49′N                 |
| Tadjikistan                                               | Granița cu Afganistan | 36°40′N                 |
| Uzbekistan                                                | Frontiera triplă cu Afganistan și Tajikistan                                                                              | 37°11′N                 |
| Coreea de Nord                                            | Capul Tungsan, Kangryong, Provincia Hwanghae de Sud                                                                       | 37°40′N                 |
| Azerbaidjan                                               | Granița cu Iran | 38°24′N                 |
| Armenia                                                   | Granița cu Iran | 38°50′N                 |
| Kârgâzstan                                                | Granița cu Tadjikistan | 39°10′N                 |
| Albania                                                   | Granița cu Grecia, lângă Saranda                                                                                          | 39°39′N                 |
| Kazahstan                                                 | Granița cu Uzbekistan | 40°34′N                 |
| Macedonia de Nord                                         | Granița cu Grecia | 40°52′N                 |
| Georgia                                                   | Granița cu Azerbaijan | 41°03′N                 |
| Rusia                                                     | Granița cu Azerbaidjan, Daghestan                                                                                         | 41°11′N                 |
| Bulgaria                                                  | Granița cu Grecia, lângă Kirkovo, Regiunea Kărdjali                                                                       | 41°15′N                 |
| Franța (zona metropolitană)                               | Arhipelagul Lavezzi, Corse-du-Sud Puig de Comanegra, la granița cu Spania                                                 | 41°20′N 42°20′N         |
| Mongolia                                                  | Granița cu China | 41°34′N                 |
| Canada                                                    | Insula Middle, Ontario (Lacul Erie) Point Pelee, Ontario                                                                  | 41°41′N 41°57′N         |
| Kosovo                                                    | Restelica, Regiunea Gora                                                                                                  | 41°48′N                 |
| Muntenegru                                                | Insula Ada Bojana, Municipalitatea Ulcinj                                                                                 | 41°51′N                 |
| Vatican                                                   | Granița cu Italia | 41°54′N                 |
| Serbia                                                    | Miratovac, Districtul Pčinja                                                                                              | 42°13′N                 |
| Croația                                                   | Insula Galijula, Cantonul Split-Dalmația                                                                                  | 42°23′N                 |
| Andorra                                                   | Granița cu Spania | 42°26′N                 |
| Bosnia și Herțegovina                                     | Trebinje, granița cu Muntenegru                                                                                           | 42°34′N                 |
| România                                                   | Zimnicea, Județul Teleorman                                                                                               | 43°38′N                 |
| Monaco                                                    | Fontvieille, granița cu Franța                                                                                            | 43°44′N                 |
| San Marino                                                | Granița cu Italia | 43°54′N                 |
| Ucraina                                                   | Granița cu România, lângă Ismail, Raionul Ismail Foros, Crimeea (teritoriu disputat)                                      | — 44°23′N               |
| Slovenia                                                  | Granița cu Croația, Craina de Jos                                                                                         | 45°25′N                 |
| Moldova                                                   | Giurgiulești, frontiera triplă cu România șiUcraina                                                                       | 45°28′N                 |
| Ungaria                                                   | Granița cu Croația, lângă Beremend                                                                                        | 45°45′N                 |
| Elveția                                                   | Granița cu Italia, lângă Pedrinate, Cantonul Ticino                                                                       | 45°50′N                 |
| Austria                                                   | Granița cu Slovenia, Carintia                                                                                             | 46°23′N                 |
| Saint Pierre și Miquelon (Franța)                         | Insula Sainte-Pierre | 46°45′N                 |
| Liechtenstein                                             | Granița cu Elveția | 47°03′N                 |
| Germania                                                  | Granița cu Austria, Bavaria                                                                                               | 47°17′N                 |
| Slovacia                                                  | Granița cu Ungaria, Patince                                                                                               | 47°44′N                 |
| Cehia                                                     | Granița cu Austria, lângă Vyšší Brod, Districtul Český Krumlov                                                            | 48°33′N                 |
| Polonia                                                   | Granița cu Ucraina, vârful Opołonek, Munții Bieszczady                                                                    | 49°00′N                 |
| Luxemburg                                                 | Granița cu Franța | 49°27′N                 |
| Belgia                                                    | Granița cu Franța, Torgny, Provincia Luxemburg, Valonia                                                                   | 49°30′N                 |
| Regatul Unit                                              | Capul Pednathise, Insulele Scilly Lizard Point, Cornwall                                                                  | 49°52′N 49°57′N         |
| Anglia (Regatul Unit)                                     | Capul Pednathise, Insulele Scilly                                                                                         | 49°52′N                 |
| Țările de Jos (zona europeană)                            | Granița cu Belgia, la sud de Kuttingen, Gulpen-Wittem, Provincia Limburg                                                  | 50°45′N                 |
| Belarus                                                   | Nijnie Jari, Raionul Brahin, Regiunea Gomel                                                                               | 51°15′N                 |
| Irlanda                                                   | Fastnet Rock, Comitatul Cork Brow Head, Comitatul Cork                                                                    | 51°23′N 51°26′N         |
| Țara Galilor (Regatul Unit)                               | Insula Flat Holm, Comitatul Cardiff                                                                                       | 51°23′N                 |
| Lituania                                                  | Granița cu Belarus, lângă Lazdijai, Județul Alytus                                                                        | 53°53′N                 |
| Irlanda de Nord (Regatul Unit)                            | Cranfield Point, Comitatul Down                                                                                           | 54°01′N                 |
| Danemarca                                                 | Insula Falster, Regiunea Sjælland                                                                                         | 54°34′N                 |
| Scoția (Regatul Unit)                                     | Mull of Galloway, Dumfries and Galloway                                                                                   | 54°38′N                 |
| Suedia                                                    | Smygehuk, Skåne, la est de Trelleborg                                                                                     | 55°20′N                 |
| Letonia                                                   | Murani, Daugavpils, frontiera triplă cu Belarus și Lituania                                                               | 55°40′N                 |
| Estonia                                                   | Granița cu Letonia, Karisöödi, Rõuge Parish, Comitatul Võru                                                               | 57°31′N                 |
| Norvegia                                                  | Pysen, Regiunea Mandal, Provincia Agder Lindesnes                                                                         | 57°57′N 58°00′N         |
| Groenlanda (Danemarca)                                    | Insulă nenumită, la 2,3 km sud de Capul Farewell Sudul insulei Groenlanda                                                 | 59°46′N 60°08′N         |
| Finlanda                                                  | Bogskär, Föglö, Insulele Åland Tulliniemi, Hanko, Regiunea Uusimaa                                                        | 59°30′N 59°48′N         |
| Insulele Feroe (Danemarca)                                | Munkurin, Flesjarnar | 61°20′N                 |
| Islanda                                                   | Insula Surtsey Kötlutangi                                                                                                 | 63°17′N 63°23′N         |
| Cercul polar arctic                                       | Cercul polar arctic | 66°33′39″N              |